# Franslyn Nsingi
Franslyn Nsingi (14 april 2001) is een Nederlands voetballer van Angolese afkomst die als aanvaller voor TOP Oss speelt.

## Carrière
Franslyn Nsingi speelde in de jeugd van CJVV, RODA '46 en SC Cambuur, waar hij tot januari 2022 in het onder-21-elftal speelde. Hierna maakte hij transfervrij de overstap naar TOP Oss. Hier debuteerde hij in het betaald voetbal op 15 januari 2022, in de met 2-0 verloren uitwedstrijd tegen ADO Den Haag. Hij kwam in de 82e minuut in het veld voor Ilounga Pata.

### Statistieken
| Seizoen                    | Club           | Land           | Competitie     | Competitie | Competitie | Beker | Beker | Totaal | Totaal |
| Seizoen                    | Club           | Land           | Competitie     | Wed.       | Dlp.       | Wed.  | Dlp.  | Wed.   | Dlp.   |
| -------------------------- | -------------- | -------------- | -------------- | ---------- | ---------- | ----- | ----- | ------ | ------ |
| 2021/22                    | TOP Oss        | Nederland      | Eerste divisie | 2          | 0          | 0     | 0     | 2      | 0      |
| Carrièretotaal             | Carrièretotaal | Carrièretotaal | Carrièretotaal | 2          | 0          | 0     | 0     | 2      | 0      |
| Bijgewerkt op 1 april 2022 |                |                |                |            |            |       |       |        |        |